# Monastère de Rudare
Le monastère de Rudare (en serbe cyrillique : Манастир Рударе ; en serbe latin : Manastir Rudare) est un monastère orthodoxe serbe situé à Rudare, dans le district de Jablanica et sur le territoire de la Ville de Leskovac en Serbie. Il est inscrit sur la liste des monuments culturels de grande importance de la République de Serbie (identifiant no SK 213).

## Présentation
Le monastère, situé à proximité de Leskovac, est constitué d'une église dédiée à la sainte Parascève et d'un konak doté d'un étage.

## Historique
Dans son apparence actuelle, l'église date de 1799, ainsi que l'atteste une inscription située au-dessus de l'entrée ; elle a été construite sur un lieu de culte plus ancien,. La première église a très probablement été édifiée au VIe siècle, à l'époque de l'empereur byzantin Justinien, au moment de la construction de la ville de Justiniana Prima ; détruite par les Slaves au VIIe siècle, elle a probablement été reconstruite pour la première fois au temps de la dynastie des Nemanjić et est devenue le centre d'un monastère au Moyen Âge. Endommagée en 1814, elle a été restaurée dès 1815. Le géographe et voyageur autrichien Felix Kanitz la décrit comme « un édifice aux murs blancs, un ancien monastère [et comme] un lieu d'excursion pour les habitants de Leskovac » ; Kanitz en parle encore comme le siège d'une paroisse comptant 14 villages et 2 prêtres.

## Architecture et décoration de l'église
L'église est constituée d'une nef unique, voûtée en berceau, prolongée par une abside demi-circulaire et précédée d'un narthex. Les façades, sans décoration particulière, sont recouvertes de crépi.

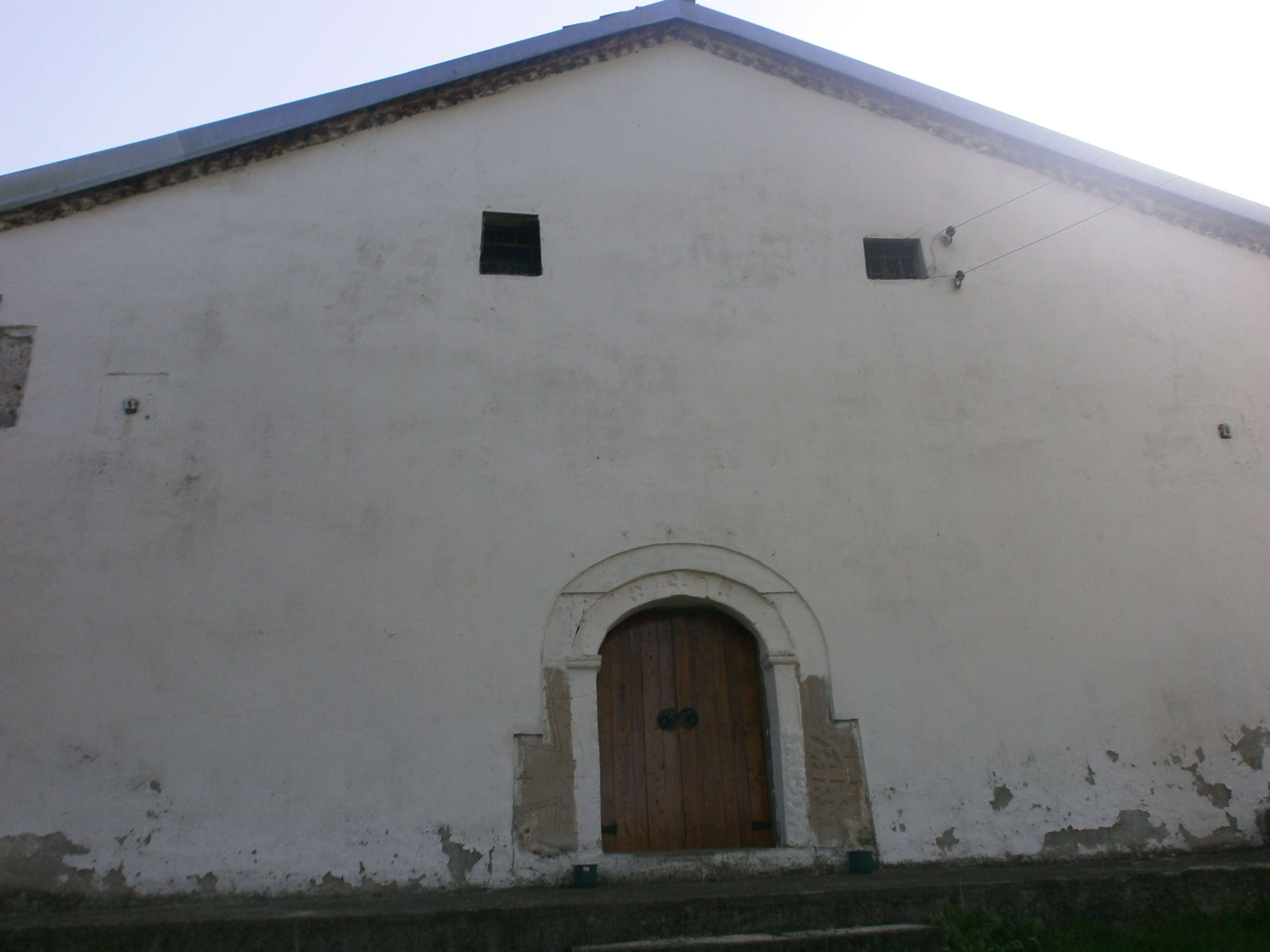
L'entrée de l'église

Des sondages effectués sur les murs intérieurs de l'édifice ont mis au jour plusieurs couches de peintures. La première remonte à la période des Nemanjić sans que l'on puisse déterminer leur motif. La dernière couche remonte à 1815 mais, comme elle a été maladroitement recouverte de mortier à des fins de protection après la Première Guerre mondiale, les fresques de cette époque sont aujourd'hui très endommagées,.
Les icônes de l'iconostase ont été peintes entre 1906 et 1909 par Đorđe Zografski.

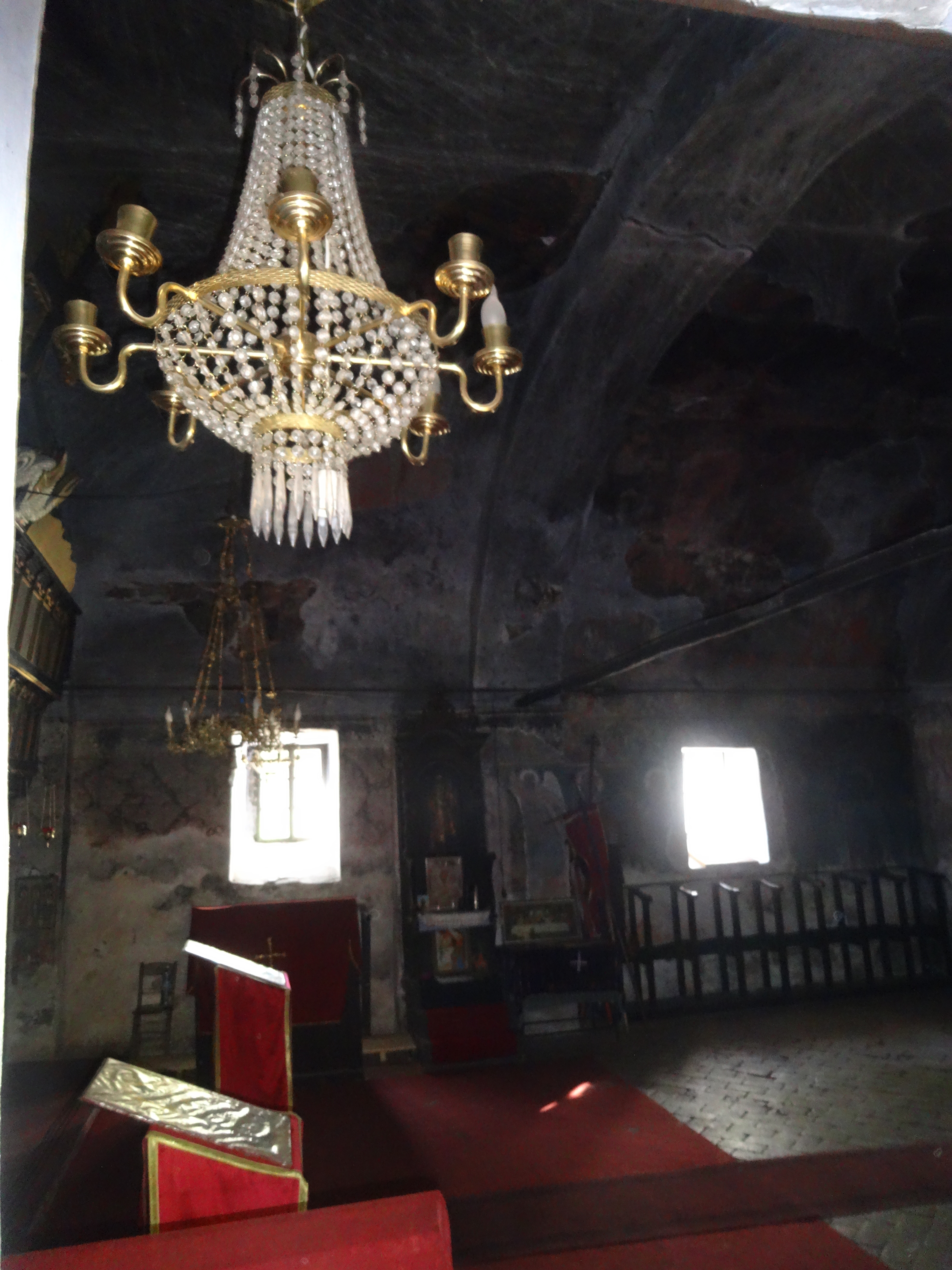
L'intérieur de l'église

## Konak
Près de l'église se trouve un konak de style balkanique qui date de 1815. Construit en pierre concassée et en bois, doté d'un étage qui lui donne une allure imposante, il est considéré comme l'un des plus beaux de cette partie de la Serbie.

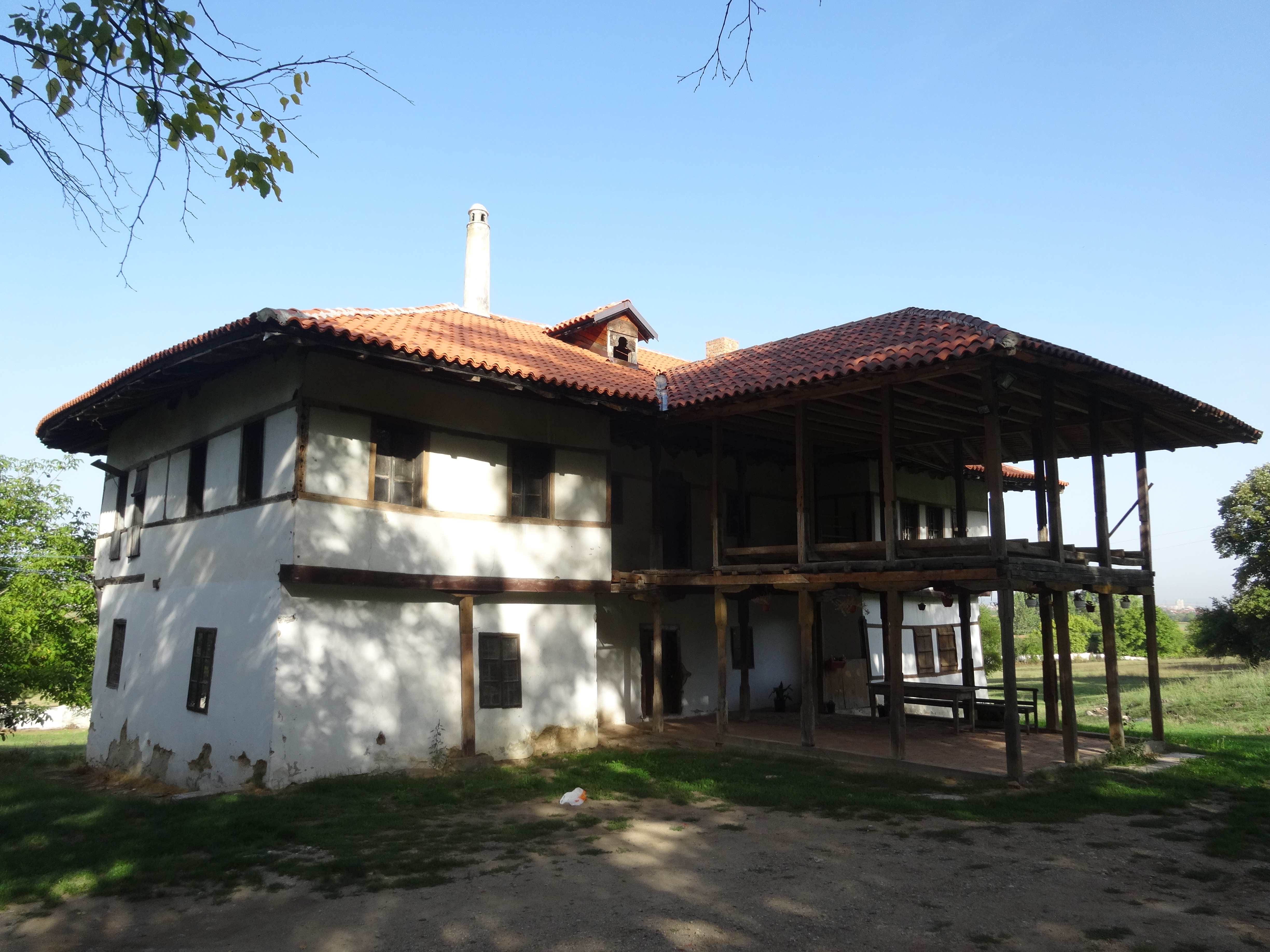
Le konak du monastère, 1815